# 徐中舒
徐中舒（1898年10月15日—1991年1月9日），原名道威，字中舒，以字行，男，安徽怀宁（今安庆）人，中國歷史學家、古文字學家。

## 生平
徐中舒1925年考入清华国学研究院，在王国维、梁启超指导下学习古文字学和先秦史，1926年毕业。1934年与容庚等共同发起成立考古学社。
先后在上海立达学园、复旦大学、暨南大学、中央研究院历史语言研究所、北京大学任教授、研究员。1937年起在四川大学任教，1947年任历史系主任。1956年被评定为一级教授。

## 社会兼职
曾任第三届全国人民代表大会代表、全国政治协商会议第五届委员会委员、中国先秦史学会理事长、中国考古学会顾问、全国古籍整理出版规划领导小组成员及顾问、四川省历史学会会长、四川省博物馆馆长。

## 著作
代表作有《古诗十九首考》、《内阁档案之由来及其整理》、《耒耜考》、《再论小屯与仰韶》、《豳风说》、《试论周代田制及其社会性质》、《禹鼎的年代及其相关的问题》、《论《战国策》的编写及其有关苏秦诸问题》、《先秦史论稿》等，他的主要著作收录在《徐中舒历史论文选辑》（中华书局出版）。他晚年所主編的《漢語大字典》曾是收錄最多文字的中文字典；他所主编的《甲骨文字典》是至今最重要的甲骨文字典。